# Reacție de amplificare cu enzima de nicking
Reacția de amplificare enzimatică de tip Nicking (NEAR) este o metodă de amplificare in vitro a ADN-ului, precum reacția în lanț a polimerazei (PCR). NEAR este izotermă, replicând ADN-ul la o temperatură constantă, folosind o polimerază (și o enzimă de nicking) pentru a amplifica exponențial ADN-ul la o temperatură cuprinsă între 55 °C și 59 °C.
Un dezavantaj al PCR este faptul că aceasta consumă timp pentru a desface ADN-ul bicatenar cu ajutorul căldurii în șiruri simple (un proces numit denaturare) . Acest lucru duce la timpi de amplificare de obicei de treizeci de minute sau mai mult pentru o producție semnificativă de produse amplificate.
Avantajele potențiale ale NEAR față de PCR sunt viteza sporită și cerințele energetice mai mici, caracteristici care sunt împărtășite cu alte scheme de amplificare izotermă. Un dezavantaj major al NEAR în raport cu PCR este faptul că producerea de produse de amplificare nespecifice este o problemă frecventă în cazul reacțiilor de amplificare izotermă.
Reacția NEAR utilizează endonucleaze naturale sau artificiale care introduc o ruptură de catenă pe o singură catenă a unui situs de clivaj al ADN bicatenar. Capacitatea câtorva dintre aceste enzime de a cataliza amplificarea izotermă a ADN-ului a fost dezvăluită, dar nu a fost revendicată în brevetele eliberate pentru enzimele respective.